# Скляр, Николай
Скляр Никола́й (псевдоним: Чёрный Во́рон), (???, Желтые Воды, Екатеринославской губернии — октябрь 1920, с. Разумовка Чигиринского уезда Киевской губернии, ныне — Кропивницкого района Кировоградской области Украины, — военный деятель времён УНР, повстанческий атаман (1919—1920), командир кавалерийского полка, второй помощник командующего Крымского корпуса Повстанческой армии Нестора Махно, командир ударно-разведывательного отряда Степной дивизии (август-октябрь 1920).

## Биографические сведения
Николай Скляр (Шкляр) — атаман Чёрный Ворон, родился в Жёлтых Водах.
Учился в Екатеринославском горном институте.
В мае-июле 1919 года принял участие в восстании атамана Григорьева «против коммуны и чрезвычаек».
С августа 1919 года — сотник Повстанческой армии Нестора Махно. Вскоре Скляр становится вторым помощником командующего Крымского корпуса Повстанческой армии, впоследствии — командиром кавалерийского полка. «Называл себя анархистом, но в организации не состоял… Петлюровец», — такую оценку Чёрному Ворону дал начальник штаба Повстанческой армии (махновцев) Белаш.
От середины 1920 года Черный Ворон — командир ударно-разведывательного отряда Степной дивизии Костя Блакытного. Ударно-разведывательный отряд Степной дивизии состоял из 150—250 конных и 20 тачанок с пулеметами. Отряд Чёрного Ворона состоял преимущественно из бывших махновцев, которые покинули черные флаги и перешли под жёлто-голубые. «Вороновцы» имели хороший опыт партизанской борьбы. Были одним из лучших подразделений Степной дивизии.
Вместе со Степной дивизией освобождал юг и центр Украины от большевиков.
После соединения Степной дивизии с отрядами атаманов Холодного Яра, 24 сентября 1920 года в Медведевке, присутствовал на совете атаманов, в ней приняли участие командиры Степной дивизии, атаманы Холодного Яра, Чёрного Леса, других регионов. На этом совещании Кость Блакытный был избран Главным атаманом всех повстанческих отрядов Холодного Яра и окрестностей.
Атаманы, собрав более тридцати тысяч казаков-повстанцев начали обсуждать возможность похода на Киев — чтобы выбить большевиков из столицы УНР. Особенно настаивал на этой идее Чёрный Ворон. И все же большинство атаманов не хотели отрываться далеко от своих окрестностей. Поэтому решено было оставаться в тылу Красной армии, разрушать её коммуникации и уничтожать живую силу.
На то время повстанцы Подолье, Холодного Яра, Херсонщины, Екатеринославщины, Умани, Таращанщини полностью нейтрализовали на своей территории деятельность тыловых частей Красной армии.
Осенью 1920 года, после подписания мирного договора с Польшей, у большевиков появилась возможность перегруппировать силы и направить Конную армию Будённого на юг Украины.
Вскоре до «степняков» дошли сведения, что будённовцы жгут их деревни, расстреливают семьи повстанцев. Казаки потребовали от атамана вести их обратно — выручать родных.
В октябре 1920 года Кость Блакытный сложил с себя полномочия Главного атамана Холодного Яра и отправился в Екатеринославскую губернию во главе Степной дивизии.
В середине октября — в районе с. Сентово маршрут Степной дивизии пересекся с маршрутом Конной армии Будённого, с запада шла на юг Украины для борьбы с Врангелем. Командир ударно-разведывательного отряда Степной дивизии Чёрный Ворон, первым встретил врага. Умело направив свой отряд, отвлекая около двух тысяч будённовцев, Чёрный Ворон повел их в противоположную от Степной дивизии сторону. В неравном бою атаман Чёрный Ворон и большинство бойцов его отряда погибли.
Но тактической цели были достигнуты: отвлекая своим нападением внимание, они дали возможность Степной дивизии выйти в район своего формирования (Верблюжка — Варваровка — Водяное — Петрово) и защитить своих родных от красного террора.